# Egebergs Ærespris

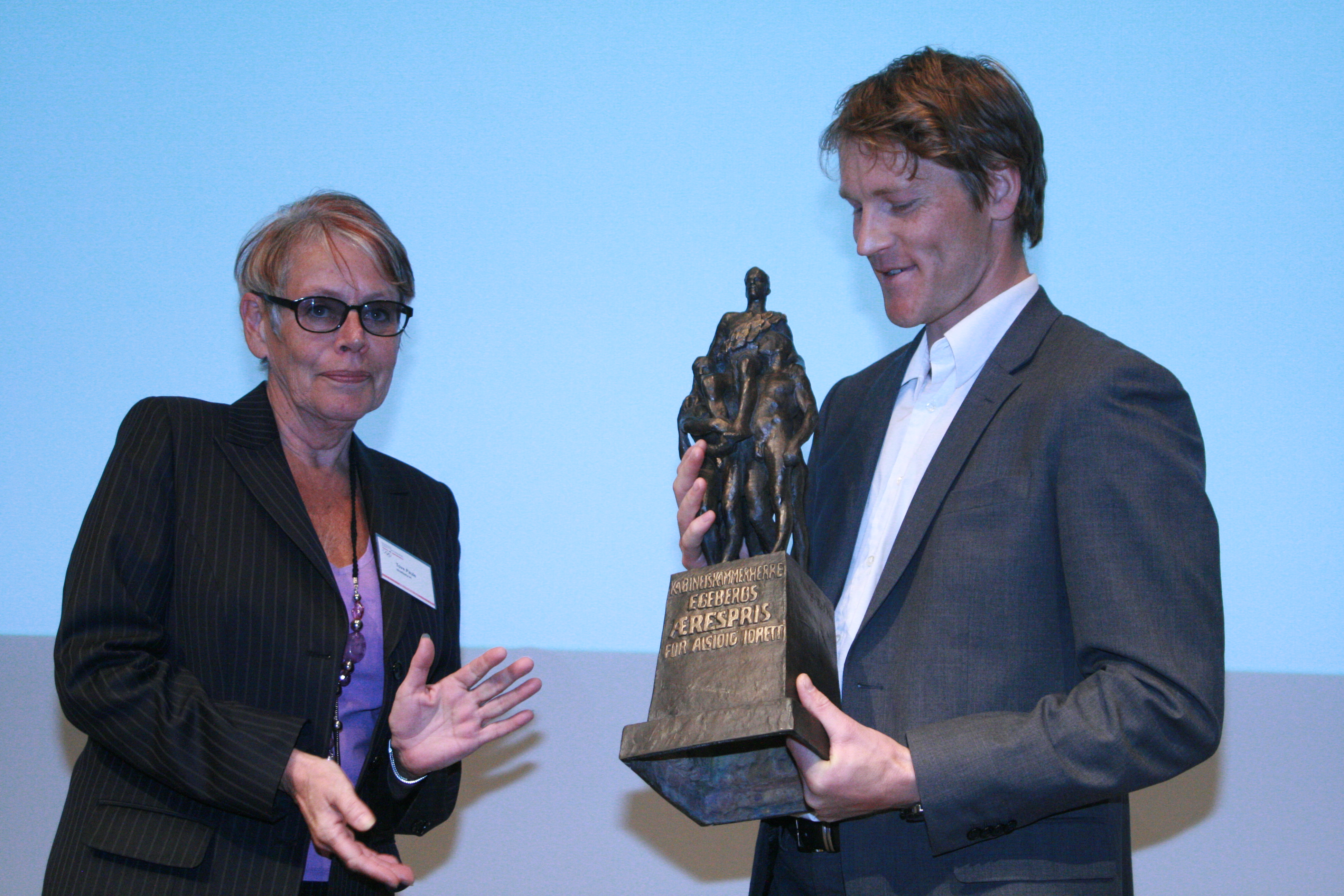
Skilangläufer Jens Arne Svartedal mit dem Egebergs Ærespris

Der Egebergs Ærespris (vollständige Bezeichnung Kabinetskammerherre Egebergs ærespris for alsidig idrett) ist ein Sportpreis, der als die höchste Auszeichnung im norwegischen Sport gilt. Er wird an norwegische Sportler vergeben, die in mehreren Sportarten herausragende Ergebnisse vollbracht haben.

## Geschichte
Der Preis geht zurück auf Kammerherr Ferdinand Julian Egeberg (1842–1921), der den Preis 1919 gestiftet hat. Die Auszeichnung ist eine Bronzestatue des Bildhauers Magnus Vigrestad (1887–1957) und zeigt einen Athleten mit Lorbeerkranz auf den Körper getragen von zwei Sportskameraden.
Anfangs sollte der Preis nur an Sportler vergeben werden, die in zwei vollkommen verschiedenen Sportarten erfolgreich sind, also bspw. einer Wintersportart und einer Sommersportart. Mittlerweile wurde diese Regelung aufgehoben, so dass mittlerweile auch reine Sommer- oder Wintersportler den Preis erhalten können. Verliehen wurde der Preis in den ersten Jahren in Tolga, wo der Stifter Egeberg ein Haus besaß und 1921 bei einem Jagdunfall ums Leben kam.

## Preisträger
| Jahr | Gewinner                      | Sportarten                                                   |
| ---- | ----------------------------- | ------------------------------------------------------------ |
| 1918 | Gunnar Andersen               | Fußball und Skisport                                         |
| 1919 | Helge Løvland                 | Leichtathletik und Turnen                                    |
| 1921 | Harald Strøm                  | Eisschnelllauf und Fußball                                   |
| 1922 | Ole Reistad                   | Skisport und Leichtathletik                                  |
| 1926 | Johan Støa                    | Skisport und Leichtathletik                                  |
| 1928 | Bernt Evensen                 | Eisschnelllauf und Radsport                                  |
| 1929 | Armand Carlsen                | Eisschnelllauf und Radsport                                  |
| 1929 | Reidar Jørgensen              | Skisport und Leichtathletik                                  |
| 1931 | Fritjof Bergheim              | Turnen und Leichtathletik                                    |
| 1934 | Otto Berg                     | Turnen und Leichtathletik                                    |
| 1935 | Bjarne Bryntesen              | Skisport und Leichtathletik                                  |
| 1936 | Laila Schou Nilsen            | Skisport, Eisschnelllauf und Tennis                          |
| 1937 | Johan Haanes                  | Tennis und Skisport                                          |
| 1938 | Henry Johansen                | Skisport und Fußball                                         |
| 1939 | Arne Larsen                   | Skisport und Leichtathletik                                  |
| 1946 | Godtfred Holmvang             | Leichtathletik und Skisport                                  |
| 1947 | Sverre Farstad                | Eisschnelllauf und Gewichtheben                              |
| 1949 | Martin Stokken                | Skisport und Leichtathletik                                  |
| 1950 | Egil Lærum                    | Skisport und Fußball                                         |
| 1951 | Hjalmar Andersen              | Eisschnelllauf und Radsport                                  |
| 1952 | Hallgeir Brenden              | Skisport und Leichtathletik                                  |
| 1956 | Roald Aas                     | Eisschnelllauf und Radsport                                  |
| 1960 | Reidar Andreassen             | Skisport und Leichtathletik                                  |
| 1961 | Arne Bakker                   | Fußball und Bandy                                            |
| 1962 | Magnar Lundemo                | Skisport und Leichtathletik                                  |
| 1965 | Ole Ellefsæter                | Skisport und Leichtathletik                                  |
| 1967 | Fred Anton Maier              | Eisschnelllauf und Radsport                                  |
| 1971 | Frithjof Prydz                | Tennis und Skispringen                                       |
| 1971 | Bjørn Wirkola                 | Skispringen und Fußball                                      |
| 1973 | Ivar Formo                    | Skisport und Orientierungslauf                               |
| 1975 | Eystein Weltzien              | Skisport und Orientierungslauf                               |
| 1980 | Bjørg Eva Jensen              | Eisschnelllauf und Radsport                                  |
| 1981 | Cato Zahl Pedersen            | Behindertensport                                             |
| 1987 | Oddvar Brå                    | Skisport und Leichtathletik                                  |
| 1988 | Ragnhild Bratberg             | Skisport und Orientierungslauf                               |
| 1990 | Grete Ingeborg Nykkelmo       | Skisport und Biathlon                                        |
| 1991 | Birger Ruud                   | Skispringen und alpiner Skisport                             |
| 1992 | Ingrid Kristiansen            | Leichtathletik und Skisport                                  |
| 1996 | Anita Andreassen              | Radsport, Skisport                                           |
| 2000 | Anette Bøe                    | Skisport, Triathlon, Mountainbiking, Eishockey               |
| 2001 | Anders Aukland                | Skilanglauf, Triathlon und Leichtathletik                    |
| 2002 | Ole Einar Bjørndalen          | Biathlon, Skisport                                           |
| 2002 | Hilde Gjermundshaug Pedersen  | Ski-Orientierungslauf, Skisport                              |
| 2004 | Trond Einar Elden             | Nordische Kombination, Skisport/Leichtathletik               |
| 2005 | Stein Johnson                 | Trainer in mehreren Sportarten                               |
| 2006 | Lars Berger                   | Biathlon, Skilanglauf                                        |
| 2009 | Frode Andresen                | Biathlon, Skilanglauf                                        |
| 2009 | Helge Bjørnstad               | Sledge-Eishockey, Schwimmen (Behindertensport)               |
| 2010 | Jens Arne Svartedal           | Skilanglauf und Duathlon                                     |
| 2010 | Hedda Berntsen                | Telemarkskilauf, Freestyle-Skiing/Skicross, alpiner Skisport |
| 2011 | Kristin Størmer Steira        | Skilanglauf und Leichtathletik                               |
| 2012 | Odd-Bjørn Hjelmeset           | Skilanglauf, Leichtathletik und Berglauf                     |
| 2013 | Mariann Vestbøstad Marthinsen | Krückenskifahren, Schwimmen (Behindertensport)               |
| 2015 | Astrid Uhrenholdt Jacobsen    | Skilanglauf und Leichtathletik                               |
| 2018 | Nils-Erik Ulset               | Biathlon, Skilanglauf (Behindertensport)                     |
| 2019 | Birgit Skarstein              | Skilanglauf, Rudern (Behindertensport)                       |
| 2020 | Therese Johaug                | Skilanglauf                                                  |